# Автономний Регіон Північної Атлантики
Автономний Регіон Північної Атлантики (ісп. Región Autónoma del Atlántico Norte, RAAN) — один з двох автономних регіонів Нікарагуа. Він займає площу 32,159 км² з населенням 249 700 чоловік (станом на 2005 рік). Цей регіон є найбільшим в Нікарагуа.
Столицею цього регіону є місто Пуерто-Кабесас (ісп. Puerto Cabezas).

## Історія
Регіон утворений згідно з новою конституцією країни 1987 на місці колишнього департаменту Селайя.

## Муніципалітети
До складу Автономного Регіону Північної Атлантики входять такі муніципалітети:
1. Бонанса (ісп. Bonanza)
2. Прінзаполка (ісп. Prinzapolka)
3. Пуерто-Кабесас (ісп. Puerto Cabezas)
4. Росіта (ісп. Rosita)
5. Сіуна (ісп. Siuna)
6. Васлала (ісп. Waslala)
7. Васпам (ісп. Waspam)
8. Мулукуку (ісп. Mulukuku)